# Folsom (Nuovo Messico)
Folsom è un villaggio degli Stati Uniti d'America della contea di Union nello Stato del Nuovo Messico. La popolazione era di 56 persone al censimento del 2010. Il villaggio prende questo nome in onore di Frances Folsom, la moglie del presidente Grover Cleveland.

## Geografia fisica
Secondo lo United States Census Bureau, ha un'area totale di 0,5 miglia quadrate (1,4 km²).

## Società

### Evoluzione demografica
Secondo il censimento del 2010, c'erano 56 persone.

### Etnie e minoranze straniere
Secondo il censimento del 2010, la composizione etnica della città era formata dall'89,29% di bianchi, lo 0% di afroamericani, lo 0% di nativi americani, lo 0% di asiatici, lo 0% di oceanici, l'8,93% di altre razze, e l'1,79% di due o più etnie. Ispanici o latinos di qualunque razza erano il 14,29% della popolazione.